# Gasteracantha frontata
Gasteracantha frontata är en spindelart som beskrevs av John Blackwall 1864. Gasteracantha frontata ingår i släktet Gasteracantha och familjen hjulspindlar. Inga underarter finns listade i Catalogue of Life.